# (5098) 1985 CH2
(5098) 1985 CH2 là một tiểu hành tinh vành đai chính. Nó được phát hiện bởi Henri Debehogne ở Đài thiên văn La Silla ở Chile ngày 14 tháng 2 năm 1985.